# Tivoli mit Tivoli
|  | Denne artikel er oprettet af botten PalnaBot ud fra en ekstern database. Den kan derfor have sproglige fejl eller mangler. Denne skabelon kan fjernes efter kontrol af indholdet. |

Tivoli mit Tivoli er en film instrueret af Svend Aage Lorentz efter eget manuskript.

## Handling
Tivoli som folkelig forlystelseshave og oase midt i storbyen erklærer filminstruktøren sin kærlighed i denne personlige film, hvor vægten i høj grad er lagt på at skildre havens underholdende (kultur) historie, men hvor også de senere års optræden af internationale kunstnere springer i øjnene.